# Hitzendorf (Hohenfels)

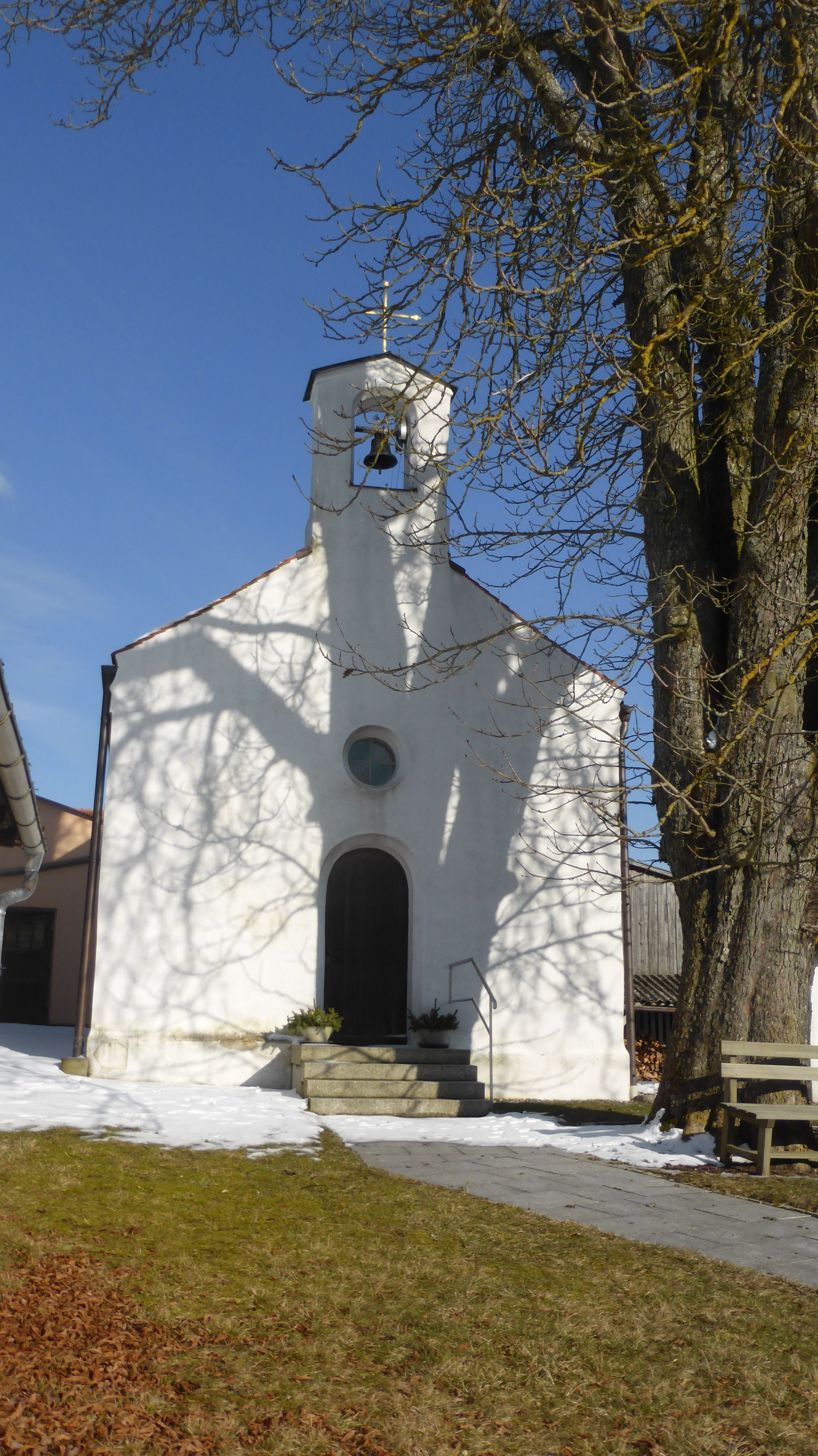
Die Ortskapelle von Hitzendorf

Hitzendorf ist ein Gemeindeteil des Marktes Hohenfels in Landkreis Neumarkt in der Oberpfalz in Bayern.

## Geographische Lage
Das Dorf liegt im oberpfälzischen Jura der Südlichen Frankenalb etwa 4 km südwestlich von Hohenfels auf ca. 515 m ü. NHN. Der Ort liegt 200 m nordwestlich der Kreuzung der Kreisstraße NM 33 mit einer Gemeindeverbindungsstraße, die von der Kreisstraße NM 32 abzweigt und zur Staatsstraße 2234 führt. Über diese erreicht man die Anschlussstelle AS 94 der Bundesautobahn 3.

## Geschichte
Hitzendorf gehörte im 13. oder 14. Jahrhundert zur Ausstattung des Klosters Pielenhofen. Die erste Erwähnung von „Hitzendorff“ liegt mit dem Zinsbuch von 1400/10 der Herrschaft Hohenfels vor. Nach dem Hohenfelser Salbuch von 1494 waren dort 17 Anwesen zinspflichtig. 1567 sind folgende Anwesen als zinspflichtig aufgelistet: die Tafern mit Gütl, 5 Höfe, 7 Güter und das Hirtenhaus. Gegen Ende des Alten Reiches, um 1800, bestand Hitzendorf, unter der hohen Gerichtsbarkeit des oberpfälzischen Amtes Hohenfels stehend, aus drei Halbhöfen, einem zum Amt lehenbaren, aber dem Kloster Pielenhofen gültbaren Dreiachtelhof, drei Viertelhöfen, zehn kleineren Anwesen und dem gemeindlichen Hirtenhaus.
Im Königreich Bayern wurde um 1810 der Steuerdistrikt Raitenbuch im Landgericht Parsberg (später Landkreis Parsberg) aus zwölf Orten gebildet, darunter das Dorf Hitzendorf. Mit dem zweiten bayerischen Gemeindeedikt von 1818 entstand daraus die gleichnamige Ruralgemeinde mit nunmehr sieben Orten (im 20. Jahrhundert elf Orte), darunter wiederum Hitzendorf. Diese Gemeinde wurde zum 1. Mai 1978 nach Hohenfels eingemeindet. Seitdem ist Hitzendorf ein Gemeindeteil von Hohenfels.

### Gebäude- und Einwohnerzahl
- 1830: 79 Einwohner, 13 Häuser[9]
- 1838: 89 „Seelen“, 15 Häuser[10]
- 1861: 80 Einwohner, 32 Gebäude[11]
- 1871: 68 Einwohner, 43 Gebäude, an Großviehbestand 1873 6 Pferde und 67 Stück Rindvieh[12]
- 1900: 85 Einwohner, 19 Wohngebäude[13]
- 1925: 110 Einwohner, 18 Wohngebäude[14]
- 1950: 85 Einwohner, 14 Wohngebäude[15]
- 1970: 72 Einwohner[16]
- 1987: 62 Einwohner, 15 Wohngebäude, 19 Wohnungen[1]

Heute sind 22 Wohnhäuser mit Hausnummern gekennzeichnet.
Die Kinder gingen um im 19. und im frühen 20. Jahrhundert 4 km weit in die katholische Schule von Großbissendorf, um 1925/1950 2,5 km weit in die katholische Schule von Raitenbuch.

### Kirchliche Verhältnisse
Das Kirchdorf gehört seit altersher (so 1600 in dem Kartenwerk von Christoph Vogel) zur 5,5 km entfernten katholischen Pfarrei Hohenfels. – In der Dorfmitte steht die Kapelle „Maria von der immerwährenden Hilfe“ mit Giebelglockentürmchen, die 1854/55 von der Ortsgemeinde errichtet wurde. Sie gilt als Denkmal.